# Roswell (Novo México)
Roswell é uma cidade do estado do Novo México, Estados Unidos, no Condado de Chaves.
Em julho de 1947, supostamente um OVNI caído teria sido encontrado, dando origem ao que ficou conhecido como Caso Roswell. O caso Roswell originou muita polêmica nos EUA e em todo o mundo, não se tendo explicado até hoje exactamente o que se passou. A versão inicial da Força Aérea norte-americana indicava a queda dum OVNI; a última versão oficial é a de que o fenômeno foi causado por um balão de vigilância de testes nucleares do Projeto Mogul. Muitos ufologistas consideram que "o caso Roswell" foi um marco histórico que deu origem à era moderna dos OVNIs. Anos depois do acontecimento, surgiram séries de TV, filmes e documentários sobre o caso.

## Geografia
De acordo com o United States Census Bureau, a cidade tem uma área de 77,5 km², onde 77,3 km² estão cobertos por terra e 0,2 km² por água.

## Demografia
Segundo o censo nacional de 2010, a sua população é de 48 366 habitantes e sua densidade populacional é de 625,4 hab/km². É a quinta cidade mais populosa do Novo México. Possui 19 743 residências, que resulta em uma densidade de 255,29 residências/km².